# ستربتافيدين
الستربتافيدين هو بروتين يزن 52.8 كيلو دالتون ويُستخلص من بكتيريا المتسلسلة أفيديني. لدى الستربتافيدينات رباعية القسيمات المتجانسة ألفة عالية نحو البيوتين (يعرف كذلك بفيتامين بي7 أو أو فيتامين H) وثابت انحلال مقداره 10−14 مول/ل ، ارتباط البيوتين بالستربتافيدين هو أحد أقوى الارتباطات غير التكتفؤية المعروفة في الطبيعة. يستخدم الستربتافيدين على نطاق واسع في علم الأحياء الجزيئي وتقنية النانو الحيوية بسبب مقاومة المركب بيوتين-ستربتافيدين للمذيبات العضوية، الممسخات (مثل جوانيدنيوم كلوريد)، المنظفات (مثل دوديسيل كبريتات الصوديوم وتريتون أكس-100) الإنزيمات المحللة للبروتينات و درجات الحرارة والأس الهيدروجيني العاليين.

## البنية

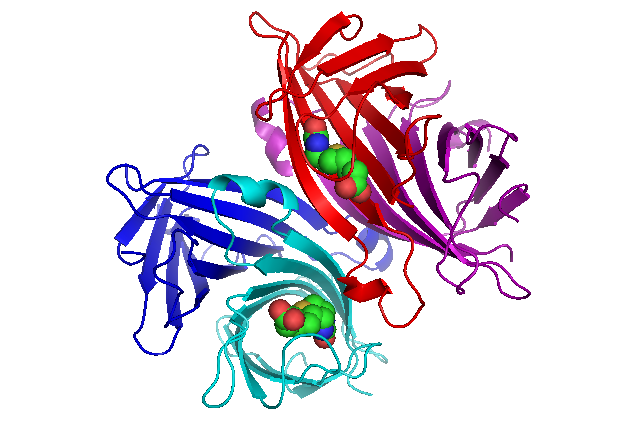
بنية رباعية القسيمات للستربتافيدين مرتبطة بجزيئي بيوتين.

تم الإبلاغ عن البنية البلورية للستربتافيدين المرتبطة بالبيوتين بواسطة فريقين سنة 1989. عُرفت هوية البنية باستخدام التفرق الشاذ متعدد الطول الموجي بواسطة هندركسون وزملائه  في جامعة كولومبيا مستخدمين عدة بدائل تشاكلية بواسطة ويبر وزملائه  بمركز الأبحاث بشركة دو بونت. اعتبارا من سبتمبر 2017 توجد 171 بنية مودعة في بنك بيانات البروتينات. تتم معالجة النهايتين الأمينية والكربوكسيلية لبروتين كامل الطول ذو 159 حمض أميني لتعطي «مركز» ستربتافيدين أقصر والذي يتكون عادة من 13-138 حمض أميني، إزالة النهايتين الأمينية والكربوكسيلية ضروري لألفة البيوتين العالية في الترابط. البنية الثنائية لموحود الستربتافيدين مكونة من 8 صحائف بيتا متضادة التوازي تقوم بالانطواء لتشكيل بينة رباعية متضادة التوازي من براميل بيتا. يتواجد موقع ارتباط البيوتين في إحدى نهايتي كل برميل بيتا، ترتبط موحودات الستربتافيدين الأربعة المتماثلة (براميل بيتا الأربعة) لتشكل بنية الستربتافيدين الرباعية متجانسة القسيمات. يتكون موقع ارتباط البيوتين في كل نهاية برميل من أحماض أمينية من داخل البرميل مع حمض التريبتوفان الأميني المحفوظ Trp120 من وحدات فرعية مجاورة. بهذه الطريقة تساهم كل وحدة فرعية في موقع ارتباط الوحدة الفرعية المجاورة، ومنه يمكن اعتبار رباعي القسيمات أنه ثنائي قسيمات كذلك من ثنائيات قسيمات وظيفية.